# Americana (romanzo)
Americana è il primo romanzo di Don DeLillo, pubblicato nel 1971; una nuova edizione, riveduta dall'autore, uscì nel 1989.
Il libro è stato tradotto in francese, croato, spagnolo, polacco, tedesco, svedese e italiano.

## Trama
Il narratore del romanzo è David Bell, ex dirigente televisivo, successivamente regista d'avanguardia. La storia comincia con un'indagine sul malessere esistenziale dell'uomo moderno aziendale. Poi il romanzo si trasforma, cominciando ad interrogarsi sul potere del cinema di travisare la realtà. Bell dà vita a un road-movie autobiografico. La storia affronta le radici delle patologie sociali americane, introducendo i temi che DeLillo approfondirà in I nomi, Rumore bianco e Libra. La prima metà del romanzo può essere interpretata come una critica al mondo delle imprese corporative, mentre il resto si concentra sulle paure ed i dilemmi della vita americana contemporanea.

## Edizioni in italiano
- Americana, traduzione di Marco Pensante, Milano, Il Saggiatore, 2000,  p. 379, ISBN 88-428-0578-5. - Milano, Net, 2003; Collana Super ET, Torino, Einaudi, 2008, ISBN 978-88-061-8987-7; Collana ET Scrittori, Einaudi, 2014, ISBN 978-88-062-2138-6.